# Ʌ
Ne doit pas être confondu avec la lettre grecque lambda ‹ Λ ›.
Cette page contient des caractères spéciaux ou non latins. S’ils s’affichent mal (▯, ?, etc.), consultez la page d’aide Unicode.
Ʌ (minuscule ʌ), appelé V culbuté, est une lettre additionnelle qui est utilisée dans l’écriture du temne en Sierra Leone, du dan de l'Est et du goo en Côte d’Ivoire, du koromfe au Burkina Faso, du landoma en Guinée, de l’ibibio au Nigéria, du nankina en Papouasie-Nouvelle-Guinée, du ch'ol, du lacandon et du tepehuan du Nord au Mexique, de l’emberá darién et du woun meu au Panama et en Colombie, de l’oneida.

## Utilisation
La graphie de la lettre est basée sur celle d’un V retourné. Sa forme minuscule est utilisée par l’alphabet phonétique international pour représenter une voyelle moyenne inférieure postérieure non arrondie.
Le v culbuté est utilisé comme symbole phonétique par Henry Sweet ou Eduard Sievers.
En 1885, Wilhelm Viëtor utilise le v culbuté pour transcrire une voyelle mi-ouverte postérieure non arrondie.
L’alphabet phonétique international utilise le v culbuté depuis 1889, remplaçant le œ utilisé auparant dans la transcription de l’anglais.
Cette lettre est utilisée dans un dictionnaire de Jarrett de la variante manga du kanuri.
Sa forme majuscule est souvent employée pour remplacer le A majuscule dans des titres stylisés de films ou de livres, ou des logos de marques.[réf. nécessaire]

## Représentation informatique
Le V culbuté peut être représenté avec les caractères Unicode suivants :
| formes    | représentations | chaînes de caractères | points de code | descriptions                            |
| --------- | --------------- | --------------------- | -------------- | --------------------------------------- |
| capitale  | Ʌ               | Ʌ                     | U+0245         | lettre majuscule latine v culbuté       |
| minuscule | ʌ               | ʌ                     | U+028C         | lettre minuscule latine v culbuté       |
| exposant  | ᶺ               | ᶺ                     | U+1DBA         | lettre modificative minuscule v culbuté |